# فن (مجلة)
فن مجلة فنية نقدية أسبوعية، كانت تصدر عن «مؤسسة أبو ذر الغفاري للطباعة والإعلام» اللبنانية بين عامي 1988 و1998. وشغل منصب رئيس التحرير ورئيس مجلس الإدارة بالمجلة الصحفي اللبناني وليد الحسيني.
بدأت المجلة بداية قوية إذ جمعت بين التغطية الخبرية والمتابعات النقدية، وكانت في طليعة المجلات الفنية التي صدرت بألوان كاملة وإخراج فني مبهر وطباعة أنيقة. وفي بدايات انطلاقتها استعانت بطاقم من الاستشاريين البارزين، حيث كان الفنان دريد لحام هو استشاري قسم المسرح ونور الشريف على قسم السينما والفنانة رتيبة الحفني على قسم الغناء والفنان منصور الرحباني على قسم الموسيقى. كانت المجلة تقدم مختلف أنواع الفنون من مختلف الدول العربية، كما كانت تنتقد الأعمال الفنية الرديئة بجرأة، ثم راحت تشن حملات تارة مفهومة مثل الحملة على عقود الاحتكار التي وقعتها شركات مع فنانين مصريين خصوصا شبكة راديو وتلفزيون العرب وروتانا والتي اتهمت فيها الشركتين الخليجيتين بمحاولة شراء تراث السينما المصرية وأصولها بأموال النفط... وأخرى غير مفهومة كالحملة التي شنتها على السيدة فيروز عام 1994 في محاولة لمنعها من الغناء في ساحة الشهداء لبيروت الموحدة الخارجة من الحرب الأهلية، وذلك على خلفية العداوة مع مشروع سوليدير الإعماري الذي كان يقوده رفيق الحريري. وقد واجهت المجلة في سنواتها الأخيرة نوعا من الحصار عليها حتى طبع منها آخر عدد في أواخر 1998.
جمعت المجلة على صفحاتها جيل من النقاد المعروفين في مختلف المجالات، فقرأنا على صفحاتها لنقاد السينما البارزين: (سامي السلاموني- علي أبو شادي- كمال رمزي- سمير فريد) ولنقاد الموسيقى والغناء: (كمال النجمي- صميم الشريف- فيكتور سحاب- محمد سعيد- محمود كامل) كما شهدت المجلة ولادة جيل من الصحفيين والنقاد الجدد الذين تبلورت تجاربهم على صفحاتها أمثال: (محمد الرفاعي- هشام لاشين- مجدي الطيب- أشرف إيهاب- محمد المكاوي) من مصر، (عماد العبد الله- سهام خلوصي- فدى أبو شقرا) من لبنان (هيام منور- محمد منصور- إيمان الجابر) من سورية... وقد كان الصحفي اللبناني البارز عبد الرحمن سلام مدير مكتب المجلة في القاهرة أقوى المدراء الإقليمين، فقد جعل من مكتب القاهرة ملتقى النخب في مختلف ألوان النقد الفني... إلا أن هذا ظلم المكاتب الأخرى، إذ أظهرت المجلة في كثير من الأحيان انحيازها للفن المصري وبررت أخطاء نجومه، انطلاقاً من الاحتفاء الشديد الذي كان يلقاه رئيس التحرير وليد الحسيني في مصر، بسبب هذه المجلة الفنية التي تسيدت الساحة... لكن في كل الأحوال كانت (فن) تجربة هامة بمزاياها الكثيرة وأخطائها الكثيرة التي طبعت السنوات الثلاث الأخيرة من عمرها!
مقر المجلة كان في الروشة في بيروت، لبنان، كما كان لها مكاتب في القاهرة، باريس، دمشق، واشنطن وتونس، صدرت المجلة في عدد شهري في بدايتها ثم صارت أسبوعية منتظمة نهار كل اثنين.